# Jorge Marticorena Mendoza
Jorge Alfonso Marticorena Mendoza (Ica, 3 de enero de 1957) es un odontólogo, docente universitario y político peruano. Es congresista de la república por Ica para el periodo 2021-2026.

## Biografía
Jorge Marticorena nació en la ciudad de Ica, el 3 de enero de 1957.
Es egresado de la Universidad Nacional San Luis Gonzaga, donde obtuvo el título de cirujano dentista en el año 1981. Hizo estudio de postgrado en la misma universidad como estudiante de Magíster en Odontología, obteniendo el título en 2007.
Fue docente de la Universidad Nacional San Luis Gonzaga de Ica en el área de Cirugía Dental, desde el año 1984 hasta el año 2020.

## Trayectoria política
Fue militante del Partido Nacionalista Peruano, desde el año 2014 hasta su renuncia en el año 2019.

### Congresista de la República
En el año 2020, Jorge Marticorena se integró al partido político Perú Libre de Vladimir Cerrón y luego participó en las elecciones parlamentarias del año 2021 como candidato al Congreso de la República por la circunscripción de Ica. Marticorena fue elegido como congresista de la república con 6,597 votos y fue juramentado para el periodo parlamentario 2021-2026.
Como congresista es miembro de diversas comisiones congresales. Actualmente es secretario de la Comisión de Constitución para el lapso 2023-2024.
En mayo del 2022, Jorge Marticorena renunció a la bancada y a la militancia del partido Perú Libre tras discrepancias en la votación de la moción de censura presentada contra la ministra Betssy Chávez. Luego en junio del mismo año, formó la bancada Perú Bicentenario junto con otros 4 congresistas renunciantes a Perú Libre. Fue también vocero de Perú Bicentenario, donde luego tendría discrepancias con los demás miembros de su bancada por su apoyo a las bancadas oficialistas del gobierno de Dina Boluarte en la elección de la Mesa Directiva del Congreso en 2023.
En el año 2024, Jorge Marticorena dejó la bancada Perú Bicentenario para luego integrarse a Alianza para el Progreso, partido político de César Acuña.